# Boro (Tanggulangin)
Boro is een bestuurslaag in het regentschap Sidoarjo van de provincie Oost-Java, Indonesië. Boro telt 4208 inwoners (volkstelling 2010).